# Rete tranviaria di Melbourne
La rete tranviaria di Melbourne è la rete tranviaria che serve la città australiana di Melbourne. Composta da ventotto linee, si tratta della rete più estesa al mondo.